# Andrew Harris
Andrew Harris (Box Hill, 7 marzo 1994) è un tennista e allenatore di tennis australiano.
Specialista del doppio, ha disputato una finale nel circuito maggiore e ha vinto alcuni tornei Challenger e ITF. Vanta inoltre alcune partecipazioni a tornei del Grande Slam e il suo miglior ranking ATP è stato l'84º posto nell'ottobre 2023.
Nei primi anni di carriera si era distinto in singolare nei circuiti minori senza andare oltre il 159º posto del ranking nel novembre 2019. Dal 2022 ha giocato esclusivamente in doppio. Tra gli juniores ha vinto nel 2012 i tornei di doppio al Roland Garros e a Wimbledon e ha raggiunto la 6ª posizione nel ranking mondiale di categoria. Nel 2024 si è infortunato, si è preso una lunga pausa dalle competizioni e ha iniziato la carriera di coach.

## Carriera

### Tra gli juniores
Fa il suo esordio nell'ITF Junior Circuit nel 2009 e verso la fine del 2010 vince i primi titoli in tornei minori, 3 in singolare e 1 in doppio. Raccoglie i primi risultati importanti in tornei di Grade A nell'ottobre 2011 alla Osaka Mayor's Cup, dove perde la finale di doppio in coppia con Luke Saville ed esce nei quarti in singolare per mano di Jiri Vesely. In quel periodo consegue importanti risultati anche in tornei di Grade 1 e B1 e dopo la semifinale disputata in doppio agli Australian Open 2012 sale al 6º posto nel ranking mondiale juniores. Nel 2012 arrivano anche i trionfi in doppio assieme a Nick Kyrgios al Roland Garros e a Wimbledon, al suo ultimo impegno nella categoria. Chiude l'esperienza dopo aver vinto 4 tornei minori in singolare e 4 in doppio, tra cui i due del Grande Slam.

### 2011-2017: inizi tra i professionisti, primi titoli ITF e 4 anni nei tornei di College negli USA
Nel 2011 fa le sue prime apparizioni in tornei dell'ITF Men's Circuit e nel luglio 2012 perde la prima finale disputata tra i professionisti nel torneo ITF di doppio Great Britain F10 in coppia con Andrew Whittington. Da tempo soffriva di frequenti problemi alla schiena, ritiene prematuro il passaggio al professionismo e preferisce andare a studiare e a giocare nei tornei di college negli Stati Uniti. Dopo la finale ITF resta inattivo per alcuni mesi e nell'aprile 2013 si accorda con i Sooners, la squadra di tennis dell'Università dell'Oklahoma, per iniziare a giocare in autunno. Nel frattempo a maggio rientra nel circuito ITF e perde la finale di singolare al Thailand F2 contro Saketh Myneni. Gioca alcuni altri tornei in singolare e si trasferisce quindi negli Stati Uniti.
Rimarrà impegnato con i Sooners nei tornei di college statunitensi per 4 stagioni e, nonostante gli infortuni che lo tengono fermo per quasi due stagioni, giocherà con successo sia in singolare che in doppio, ricevendo diversi riconoscimenti. Durante questi 4 anni gioca occasionalmente anche nei tornei professionistici e già nell'ottobre 2013 alza il primo trofeo ITF sconfiggendo Dennis Nevolo in finale all'USA F27. Nel gennaio 2014 si trova in Australia, fa le sue prime esperienze in tornei del circuito maggiore e viene eliminato nelle qualificazioni del Brisbane International e degli Australian Open. Nel corso del 2014 perde inoltre la finale di singolare all'ITF USA F17 e gioca senza successo nelle qualificazioni di due tornei dell'ATP Challenger Tour.
Nel gennaio 2015 supera per la prima volta le qualificazioni in un Challenger nel torneo australiano di Onkaparinga, si spinge poi fino alla semifinale con il successo sul nº 86 del ranking Andrej Kuznecov (primo top 100 sconfitto in carriera) e viene eliminato da Marcos Baghdatis. Nel 2017 ottiene il risultato più prestigioso della sua esperienza nei tornei di college vincendo il campionato NCAA di doppio assieme a Spencer Papa. A fine estate, dopo essersi laureato, torna definitivamente in Australia e a ottobre vince il suo secondo e ultimo titolo professionistico in singolare in carriera all'ITF Australia F6, superando in finale in due set Jason Kubler.

### 2018-2019: infortunio al ginocchio e primo titolo Challenger
Nel 2018 un infortunio a un ginocchio lo tiene lontano dalle competizioni per quasi 10 mesi, non vince alcun titolo e il miglior risultato è la semifinale Challenger raggiunta in singolare a Launceston. Nel 2019 disputa le sue prime finali Challenger, a febbraio perde la prima in singolare a Chennai contro Corentin Moutet e a maggio perde anche quella di Busan contro Ričardas Berankis. Il mese successivo si spinge fino al terzo turno di qualificazione a Wimbledon e viene nuovamente sconfitto da Moutet. Il primo titolo Challenger arriva in ottobre al torneo di doppio di Ningbo, dove in coppia con Marc Polmans sconfigge in finale Alex Bolt / Matt Reid per 6-0, 6-1. La settimana successiva perde la finale di singolare al Traralgon Challenger contro lo stesso Polmans e sale alla 159ª posizione mondiale, che rimarrà il suo miglior ranking di singolare in carriera.

### 2020-2021: esordio nel circuito maggiore, operazione all'anca e crollo nel ranking
Disputa i suoi primi incontri in una prova del Grande Slam agli Australian Open 2020 entrando con una wild card nel tabellone principale sia in singolare che in doppio, e in entrambi i tornei esce di scena al primo turno. Non ottiene risultati di rilievo durante la breve stagione caratterizzata dal lungo stop del tennis mondiale dovuto alla pandemia di COVID-19. All'esordio stagionale del 2021 vince il suo primo incontro nel circuito maggiore superando in tre set Tarō Daniel al Melbourne 1 e viene eliminato al secondo turno da Grigor Dimitrov. Dopo i negativi risultati ai successivi Australian Open si sottopone a un intervento chirurgico a un'anca  per sistemare i problemi alla schiena che lo affliggono da anni. Segue il percorso di riabilitazione e conta di tornare alle competizioni prima di fine anno, quando è pronto per giocare avverte nuovi dolori, gli viene diagnosticata una frattura da stress a una costola e rinvia il rientro all'anno nuovo, chiudendo la stagione alla 382ª posizione.

### 2022: abbandono del singolare e 3 titoli Challenger in doppio
Rientra a gennaio 2022 e in singolare gioca soprattutto nelle qualificazioni dei Challenger e nei tornei ITF. A marzo disputa la sua ultima finale di specialità in carriera, persa all'ITF M25 di Bendigo, e a giugno abbandona i tornei di singolare dopo la sconfitta al primo turno di qualificazione a Wimbledon. In doppio inizia il 2022 con alcuni buoni risultati e inizia a scalare la classifica, in primavera vince due titoli consecutivi in un torneo ITF e, in coppia con Christian Harrison, al Little Rock Challenger. A luglio vince anche il Georgia's Rome Challenger assieme a Enzo Couacaud e migliora il best ranking dopo quasi tre anni. Continua a ottenere buoni risultati e ad agosto entra nella top 200. A novembre gioca assieme a John-Patrick Smith due finali Challenger consecutive, vincono la prima a Matsuyama e perdono quella di Kobe, risultati con cui Harris chiude la stagione al 135º posto mondiale.

### 2023: prima finale ATP, 3 titoli Challenger e 84º nel ranking
Continua l'ascesa a inizio 2023 con la finale raggiunta al Challenger di Canberra. Al successivo ATP 250 di Adelaide 2 vince il suo primo incontro in doppio   nel circuito maggiore in coppia con Blake Ellis eliminando Tomás Martín Etcheverry / Diego Hidalgo. Subito dopo si aggiudica il titolo al Tenerife Challenger III assieme a Christian Harrison. In primavera raggiunge altre due finali Challenger, perde quella al Gwangju Open e vince quella di Tyler in coppia con Alex Bolt. Dopo un'altra finale persa al Chicago Men's Challenger assieme a Chung Yun-seong, a luglio disputa la sua prima finale ATP in carriera a Los Cabos; gioca in coppia con Dominik Koepfer e vengono sconfitti da Santiago González / Édouard Roger-Vasselin con il punteggio di 4-6, 5-7.
Con il titolo conquistato al Cary Challenger II in coppia Rinky Hijikata, il 18 settembre entra per la prima volta nella top 100, in 95ª posizione. A ottobre perde la finale al Challenger di Malaga in coppia con John-Patrick Smith e a fine mese sale all'84º posto mondiale. Il mese successivo perde la finale al Challenger di Kobe assieme a Nam Ji-sung.

### 2024: semifinale in doppio misto all'Australian Open e inizio della carriera di coach
Nei primi tornei stagionali consegue l'unico risultato importante in doppio misto agli Australian Open raggiungendo con Jaimee Fourlis la semifinale, persa contro i futuri vincitori del torneo Hsieh Su-wei / Jan Zieliński. Sconfitto ad aprile al secondo turno del torneo ATP di Houston, problemi alla schiena lo inducono a prendersi una lunga pausa dal tennis giocato e inizia la carriera di coach alla guida di James Duckworth.

## Statistiche
Aggiornate al 17 giugno 2024.

### Doppio

#### Finali perse (1)
| Legenda singolare    |
| Grande Slam (0)      |
| ATP Finals (0)       |
| ATP Masters 1000 (0) |
| ATP Tour 500 (0)     |
| ATP Tour 250 (1)     |

| N. | Data          | Torneo                    | Superficie | Compagno        | Avversari in finale                      | Punteggio |
| 1. | 5 agosto 2023 | Los Cabos Open, Los Cabos | Cemento    | Dominik Koepfer | Santiago González Édouard Roger-Vasselin | 4-6, 5-7  |

### Tornei minori

#### Singolare

##### Vittorie (2)
| Legenda tornei minori |
| Challenger (0)        |
| ITF (2)               |

| N. | Data            | Torneo                  | Superficie | Avversario in finale | Punteggio   |
| 1. | 20 ottobre 2013 | USA F27, Mansfield      | Cemento    | Dennis Nevolo        | 6-4, 7-6(5) |
| 2. | 8 ottobre 2017  | Australia F6, Toowoomba | Cemento    | Jason Kubler         | 6-4, 6-0    |

##### Sconfitte (7)
| Legenda tornei minori |
| Challenger (3)        |
| ITF (4)               |

| N. | Data             | Torneo                           | Superficie | Avversario in finale | Punteggio   |
| 1. | 2 giugno 2013    | Thailand F2, Bangkok             | Cemento    | Saketh Myneni        | 6(4)-7, 1-6 |
| 2. | 29 giugno 2014   | USA F17, Oklahoma City           | Cemento    | Jared Donaldson      | 3-6, 2-6    |
| 3. | 26 novembre 2017 | Vietnam F3, Thủ Dầu Một          | Cemento    | Arjun Kadhe          | 5-7, 3-6    |
| 4. | 9 febbraio 2019  | Chennai Open Challenger, Chennai | Cemento    | Corentin Moutet      | 3-6, 3-6    |
| 5. | 11 maggio 2019   | Busan Open Challenger, Busan     | Cemento    | Ričardas Berankis    | 6(5)-7, 2-6 |
| 6. | 27 ottobre 2019  | Traralgon Challenger, Traralgon  | Cemento    | Marc Polmans         | 5-7, 3-6    |
| 7. | 6 marzo 2022     | M25 Bendigo, Bendigo             | Cemento    | Li Tu                | 3-6, 1-6    |

#### Doppio

##### Vittorie (8)
| Legenda tornei minori |
| Challenger (7)        |
| ITF (1)               |

| N. | Data              | Torneo                              | Superficie  | Compagno           | Avversari in finale                  | Punteggio              |
| 1. | 19 ottobre 2019   | Ningbo Challenger, Ningbo           | Cemento     | Marc Polmans       | Alex Bolt Matt Reid                  | 6-0, 6-1               |
| 2. | 14 maggio 2022    | M25 Prague, Praga                   | Clay        | Daniel Cukierman   | Filip Duda Peter Heller              | 6-0, 6-3               |
| 3. | 4 giugno 2022     | Little Rock Challenger, Little Rock | Cemento     | Christian Harrison | Robert Galloway Max Schnur           | 6-3, 6-4               |
| 4. | 16 luglio 2022    | Georgia's Rome Challenger, Rome     | Cemento (i) | Enzo Couacaud      | Ruben Gonzales Reese Stalder         | 6-4, 6-2               |
| 5. | 12 novembre 2022  | Ehime International Open, Matsuyama | Cemento     | John-Patrick Smith | Toshihide Matsui Kaito Uesugi        | 6-3, 4-6, [10-8]       |
| 6. | 11 febbraio 2023  | Tenerife Challenger, Tenerife       | Cemento     | Christian Harrison | Luke Johnson Sem Verbeek             | 7-6(6), 6(4)-7, [10-8] |
| 7. | 10 giugno 2023    | Tyler Tennis Championships, Tyler   | Cemento     | Alex Bolt          | Evan King Reese Stalder              | 6-1, 6-4               |
| 8. | 16 settembre 2023 | Cary Challenger II, Cary            | Cemento     | Rinky Hijikata     | William Blumberg Luis David Martínez | 6-4, 3-6, [10-6]       |

##### Sconfitte (7)
| Legenda tornei minori |
| Challenger (6)        |
| ITF (1)               |

| N. | Data             | Torneo                            | Superficie  | Compagno           | Avversari in finale               | Punteggio           |
| 1. | 14 luglio 2012   | Great Britain F10, Ilkley         | Erba        | Andrew Whittington | Lewis Burton Edward Corrie        | 1-6, 1-6            |
| 2. | 19 novembre 2022 | Kobe Challenger, Kōbe             | Cemento (i) | John-Patrick Smith | Shinji Hazawa Yuta Shimizu        | 4-6, 4-6            |
| 3. | 7 gennaio 2023   | Canberra International, Canberra  | Cemento     | John-Patrick Smith | André Göransson Ben McLachlan     | 3-6, 7-5, [5-10]    |
| 4. | 6 maggio 2023    | Gwangju Open, Gwangju             | Cemento     | John-Patrick Smith | Evan King Reese Stalder           | 4-6, 2-6            |
| 5. | 15 luglio 2023   | Chicago Men's Challenger, Chicago | Cemento     | Chung Yun-seong    | Miķelis Lībietis Skander Mansouri | 6(5)-7, 3-6         |
| 6. | 14 ottobre 2023  | Málaga Open, Malaga               | Cemento     | John-Patrick Smith | Robert Galloway Julian Cash       | 5-7, 2-6            |
| 7. | 18 novembre 2023 | Kobe Challenger Kōbe              | Cemento (i) | Nam Ji-sung        | Evan King Reese Stalder           | 6(3)-7, 6-2, [7-10] |